# Reinhold Kuebart
Reinhold Kuebart, später auch Reinhold Kübart, (* 22. September 1879 in Groß Uschballen, Kreis Stallupönen, Ostpreußen; † 22. Januar 1937 in Kleinmachnow) war ein deutscher Bildhauer.

## Leben
Reinhold Kuebart studierte an der Kunstakademie Königsberg bei Friedrich Reusch. Ab 1901 besuchte er die Königlich Akademische Hochschule für die Bildenden Künste in Berlin-Charlottenburg bei Ernst Herter, die er erst 1913 verließ.
Als Mitglied des Vereins Berliner Künstler war Kuebart auf den Großen Berliner Kunstausstellungen vertreten: 1907 mit einer Bildnisbüste des Kronprinzen Wilhelm, 1908 mit einem Mädchen mit Reh, 1911 mit einem Hengst, 1914 mit einem monumentalen gepanzerten Reiter („Für Kaiser und Reich“), 1916 mit einem Hahnbrunnen, 1918 mit einer Windhundgruppe und 1927 mit einem Eisbären.
Kuebart wurde nach seinem Tod auf dem Friedhof Wilmersdorf beigesetzt.

## Werk (Auswahl)

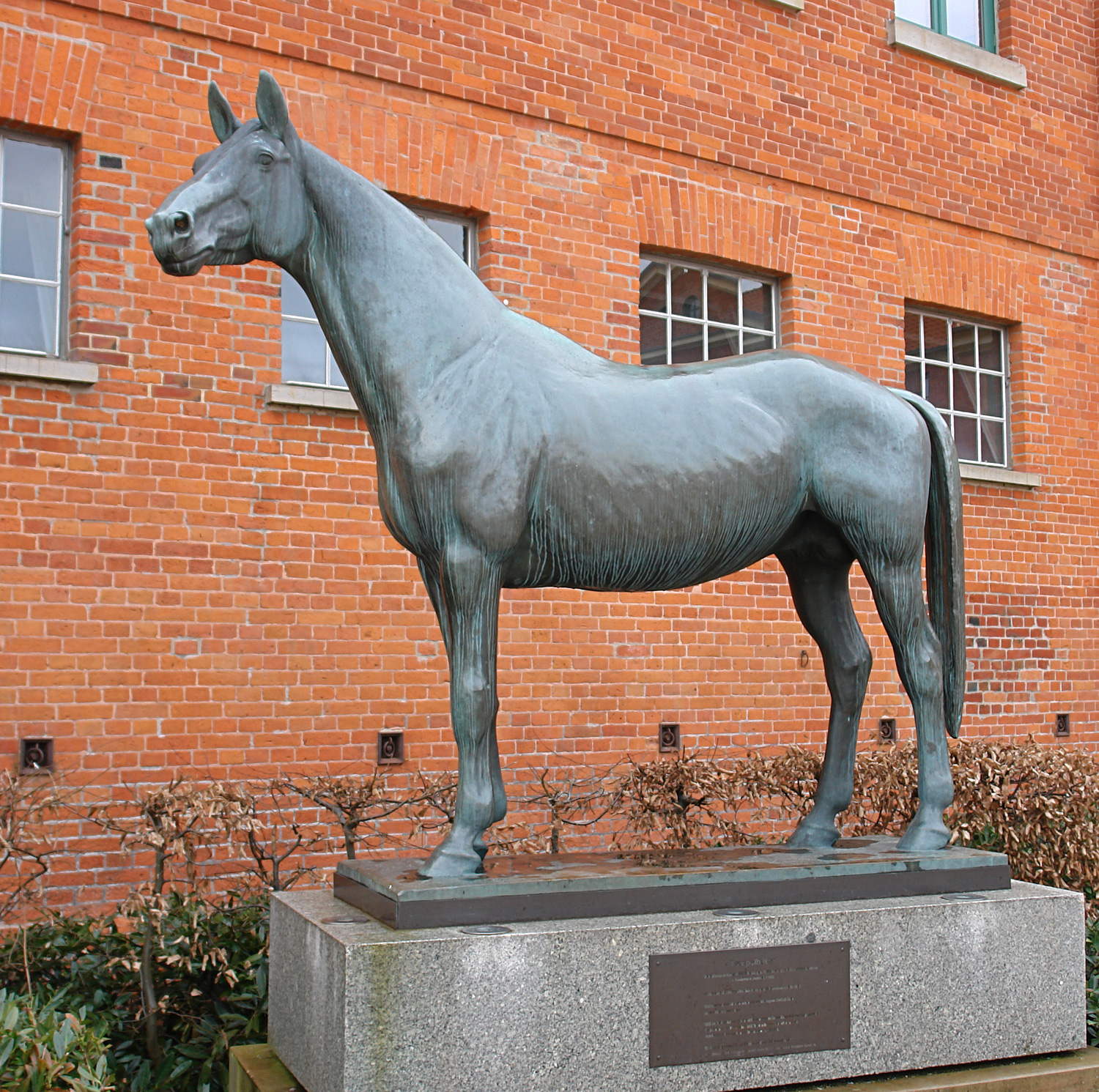
Statue von Tempelhüter vor dem Pferdemuseum in Verden

Seine Stärken lagen in der plastischen Darstellung von Tieren:
- Plastik des Pferdes „Tempelhüter“
Ursprünglich in Trakehnen aufgestellt, wurde die Skulptur von der Roten Armee nach Moskau verschleppt, wo sie heute im Landwirtschaftsministerium steht. Ein Originalabguss befindet sich im Deutschen Pferdemuseum in Verden.
- Plastik des Pferdes „Morgenstrahl“
Diese Skulptur stand ebenfalls in Trakehnen und wurde von dort bereits im Ersten Weltkrieg nach Russland verschleppt.
- Constanze-Denkmal in Insterburg
- Porträtbüste von Kronprinz Wilhelm (1907)
- Mädchen mit Reh (1908)
- Hengst (1911)
- monumentaler gepanzerter Reiter „Für Kaiser und Reich“ (1914)
- Hahnbrunnen (1916)
- Porträtbüste eines Offiziers (1918)

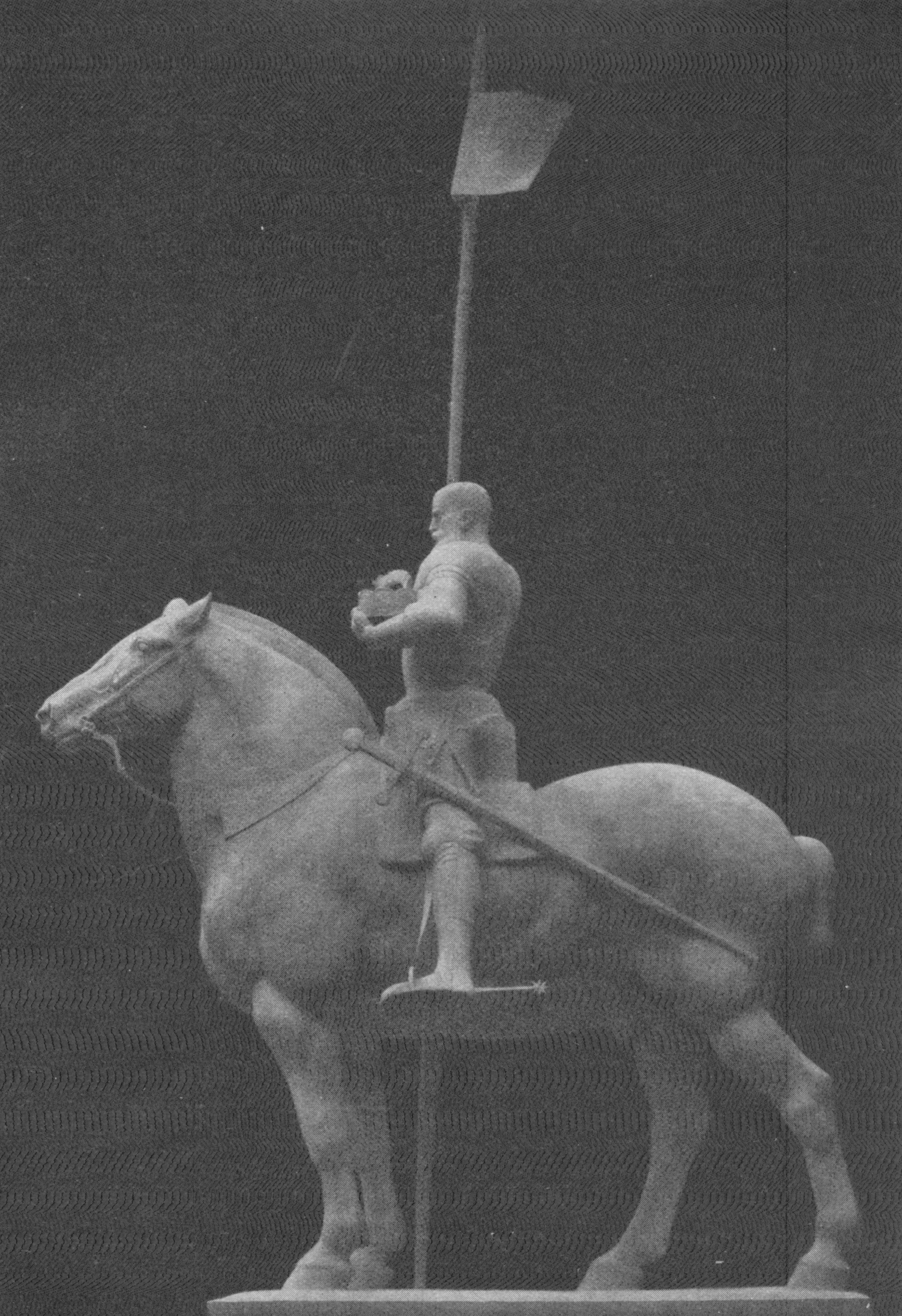
„Für Kaiser und Reich“

- „Für Kaiser und Reich“Statuette Tempelhüter, um 1922/29, Bronze, 32 × 11,5 × 38,5 cm, Heeresgeschichtliches Museum, Wien
- Nilpferd (1925)
- Windhund, einen Hasen greifend (1926)
- Eisbär (1927)
- Turnierpferd (1936); für die Olympischen Spiele in Berlin (später von der SS beseitigt)